# Vitu-Inseln
Die Vitu-Inseln oder Witu-Inseln (vormals auch Französische Inseln oder Frenchinseln) sind eine Inselgruppe von etwa zehn Vulkaninseln, nördlich von Neubritannien im Bismarck-Archipel, die zu Papua-Neuguinea, Provinz West New Britain gehören und ein Gebiet von 96 km² umfassen. Die beiden größten Inseln sind Garove und Unea; Narage ist die nördlichste Insel der Gruppe. Ferner gehören die sechs Mundua-Inseln mit der Hauptinsel Mundua zu den Vitu-Inseln.
Zur Volkszählung 2000 wurden auf den Vitu-Inseln 13.734 Einwohner gezählt.

## Inseln
| Inselname     | Aliasname | Koordinaten           | Fläche km² | Einwohner | Anmerkung   |
| ------------- | --------- | --------------------- | ---------- | --------- | ----------- |
| Mundua-Inseln |           | 04° 37′ S, 149° 21′ O | 8          | 1.315     | Inselgruppe |
| Garove        |           | 04° 41′ S, 149° 29′ O | 14         | 3.617     |             |
| Narage        | Narega    | 04° 33′ S, 149° 07′ O | 1,4        | –         |             |
| Unea          |           | 04° 53′ S, 149° 08′ O | 33         | 8.802     |             |
| Duaga         |           | 04° 53′ S, 149° 11′ O | 0,007      | –         |             |

## Geschichte
Die Inselgruppe wurde im Juni 1643 von Abel Tasman entdeckt. 1793 wurden die Inseln von Joseph Bruny d’Entrecasteaux erneut gesichtet und Französische Inseln, Isles francaises genannt.
Von 1885 bis 1899 gehörten die Witu-Inseln zum Deutschen Schutzgebiet und von 1899 bis 1914 zur Kolonie Deutsch-Neuguinea. Während der deutschen Kolonialzeit bestanden hier Kakao- und Kokosplantagen der Neuguinea-Kompagnie. 1914 wurden die Inseln von australischen Truppen besetzt, und nach dem Krieg als Mandat des Völkerbundes von Australien verwaltet. Seit 1975 sind sie Teil des unabhängigen Staates Papua-Neuguinea.
Die Inseln sind eines der Hauptanbaugebiete von Kopra in Papua-Neuguinea.
Der deutsche Plantagenbesitzer Karl Vieweg verirrte sich hier vom 23. bis zum 25. November 1908. Darüber berichtet das Buch Big Fellow Man, herausgegeben von dessen Sohn Burkhard Vieweg.